# Odcinki
Odcinki (ang. Episodes) – brytyjsko-amerykański serial komediowy nadawany przez amerykańską stację Showtime od 9 stycznia 2011 roku. W Polsce serial jest nadawany od 10 czerwca 2011 roku na kanale HBO. Wyprodukowany został przez Hat Trick Productions.
Na 20 sierpnia 2017 r. Showtime zaplanowała początek emisji ostatniego, piątego sezonu.

## Opis fabuły
Małżeństwo, Sean (Stephen Mangan) i Beverly Lincoln (Tamsin Greig) dostaje propozycję od dużej amerykańskiej stacji telewizyjnej na zrobienie remaku serialu ich autorstwa, za który w Wielkiej Brytanii otrzymali nagrodę BAFTA.

## Obsada

### Główni
- Matt LeBlanc jako Matt LeBlanc
- Stephen Mangan jako Sean Lincoln
- Tamsin Greig jako Beverly Lincoln
- John Pankow jako Merc Lapidus
- Kathleen Rose Perkins jako Carol Rance
- Mircea Monroe jako Morning Randolph

### Poboczni
- Richard Griffiths jako Julian Bullard
- Daisy Haggard jako Myra
- Lou Hirsch jako Wallace